# 黎书华
黎书华（1969年7月—），男，湖南衡阳人，中国量子化学家，现任南京大学化学化工学院院长、教授、博士生导师。